# Remo Bodei
Remo Bodei   (Càller, 3 d'agost de 1938 - Pisa, 7 de novembre de 2019) va ser un filòsof italià contemporani. Llicenciat a la Universitat de Pisa, Bodei tingué com a mestre Arturo Massolo, que l'introduí en l'estudi de l'idealisme alemany i en particular en la filosofia hegeliana. Completà la seva formació a Tubinga i Friburg i a Heidelberg, amb Karl Löwith i Dieter Henrich; visità també la universitat de Bochum.
Ha estat també professor convidat a Cambridge, Otawa, Nueva York, Toronto, Girona, Mèxic, California Los Angeles, etc. És un conferenciant molt apreciat, molts des seus llibres han estat traduïts al castellà i sovintegen les seves visites a Catalunya. Des de 2006 és professor de filosofia a la UCLA de Los Angeles, a més de continuar les seves classes a Pisa. Ha publicat versions italianes de textos de Hegel, Rosenkranz, Rosenzweig, Adorno, Krakauer, entre d'altres.

## Obres
Bodei ha fet el camí de la fenomenologia a les tesis postestructuralistes i neofoucaultianes, passant per la psicoanàlisi i el Nietzscheanisme francès. A Scomposizioni (1987), plantejà el problema de la genealogia de l'home contemporani i proposava la metàfora de la geometria variable per tal d'indagar les estructures conceptuals que formulen avui els problemes. Prosseguí aquest treball a Geometria delle passioni (1991) i a Destini personali (2002), dues obres capitals de la seva trajectòria.
A Geometria delle passioni distingeix entre tres tipus de passions modernes: roges, negres i grises. Les roges són els projectes revolucionaris, que suposen amor per la posteritat, solidaritat i esperança; les negres són les vinculades al pensament reaccionari, a la violència, al feixisme, etc. Ara, però vivim una època de passions grises i mesquines ambicions, en un context de l'últim home nietzscheà.
Recentment, la seva obra s'ha ampliat al camp de la filosofia de la història. Amb Se la storia ha un senso, (1997) feu un repàs a tota la història de la historiografia, de Polibi fins a l'actualitat. A Il noi diviso (1998), ha plantejat la qüestió de la Itàlia contemporània.
Bodei, interessat en la psicoanàlisi, ha analitzat els vincles entre psicoanàlisi i societat, les relacions entre filosofia i psicoanàlisi o l'hermenèutica i la ciència. A Le logiche del delirio, llegeix una carta de Freud, per tal de veure com el passat s'adhereix al present; en Il dottor Freud assenyala que la grandesa freudiana «fou la d'emprar el coneixement i els afectes com a dispositiu conjunt per sortir de la passivitat», malgrat dependre de «models blindats de tipus positivista». D'aquí que també hagi treballat sobre la teoria de la memòria: a l'assaig Piramidi di tempo (2006), analitza, entre altres coses, l'estranya sensació d'haver viscut ja una situació anterior.
Paesaggi sublimi (2008), analitza l'experiència estranya que se sent davant determinats paisatges, comparant la sensiblitat d'avui amb l'antiga. A La vita delle cose, (2009), elabora un assaig sobre el revés del subjecte, a través dels clàssics i les seves visions, la memòria de les coses, o els bodegons holandesos.

## Publicacions
- Sistema ed epoca in Hegel, Bolonia, Il Mulino 1975.
- Hegel e Weber. Egemonia e legittimazione, Bari, De Donato, 1977, con Franco Cassano.
- Multiversum. Tempo e storia in Ernst Bloch, Nápoles, Bibliopolis, 1979 (2ª ed. aum., 1983).
- Scomposizioni. Forme dell'individuo moderno, Turín, Einaudi, 1987.
- Hölderlin: la filosofía y lo trágico, Madrid, Visor, 1990.
- Ordo amoris. Conflitti terreni e felicità celeste, Bolonia, Il Mulino, 1991 (3ª ed. aum., 2005)
- Geometria delle passioni. Paura, speranza e felicità: filosofia e uso politico, Milán, Feltrinelli, 1991 (7ª ed. aum., 2003).
- Le prix de la liberté, Paris, Du Cerf, 1995.
- Le forme del bello, Bolonia, Il Mulino, 1995.
- La filosofia nel Novecento, Roma, Donzelli, 1997.
- Se la storia ha un senso, Bérgamo, Moretti & Vitali, 1997.
- La politica e la felicità, (con Luigi Franco Pizzolato), Roma, Lavoro, 1997.
- Il noi diviso. Ethos e idee dell'Italia repubblicana, Turín, Einaudi, 1998.
- Le logiche del delirio. Ragione, affetti, follia, Roma-Bari, Laterza, 2000.
- Senza Dio. Figure e momenti dell'ateismo, Brescia, Morcelliana, 2001.
- Il dottor Freud e i nervi dell'anima. Filosofia e società a un secolo dalla nascita della psicoanalisi, Roma, Donzelli, 2001.
- Destini personali. L'età della colonizzazione delle coscienze, Milán, Feltrinelli, 2002.
- Una scintilla di fuoco. Invito alla filosofia, Bolonia, Zanichelli, 2005.
- Piramidi di tempo. Storie e teoria del déjà vu, Bolonia, Il Mulino, 2006.
- Il sapere della follia, Modena, Fondazione Collegio San Carlo per FestivalFilosofia, 2008.
- «Il dire la verità nella genealogia del soggetto occidentale», en AA. VV., Foucault oggi, Milán, Feltrinelli, 2008.
- Paesaggi sublimi. Gli uomini davanti alla natura selvaggia, Milán, Bompiani, 2008.
- La vita delle cose, Roma-Bari, Laterza, 2009.
- Ira. La passione furente, Bologna, Il Mulino, 2011.

## Traduccions a l'espanyol
- «Comprender, modificarse», en A. Gargani (comp.), Crisis de la razón. Nuevos modelos en la relación entre saber y actividades humanas, México, Siglo XXI, 1983.
- Hölderlin: la filosofía y lo trágico, Madrid, A. Machado, 1990.
- Barroco y neobarroco, Madrid, Cátedra, 1993.
- Una geometría de las pasiones, Barcelona, Aleph, 1995.
- Ordo amoris. Conflictos terrenos y felicidad celeste, Valladolid, Cuatro, 1998.
- La forma de lo bello, Madrid, A. Machado, 1999.
- Filosofía del siglo XX, Madrid, Alianza, 2001.
- Las lógicas del delirio, Razón, afectos, locura, Madrid, Cátedra, 2002.
- El doctor Freud y los nervios del alma, Valencia, Pre-Textos, 2004, conversaciones con C. Albarella.
- Destinos personales. La era de la colonización de las conciencias, Buenos Aires, El cuenco de plata, 2006.